# Carl Christoffer Gjörwell den äldre

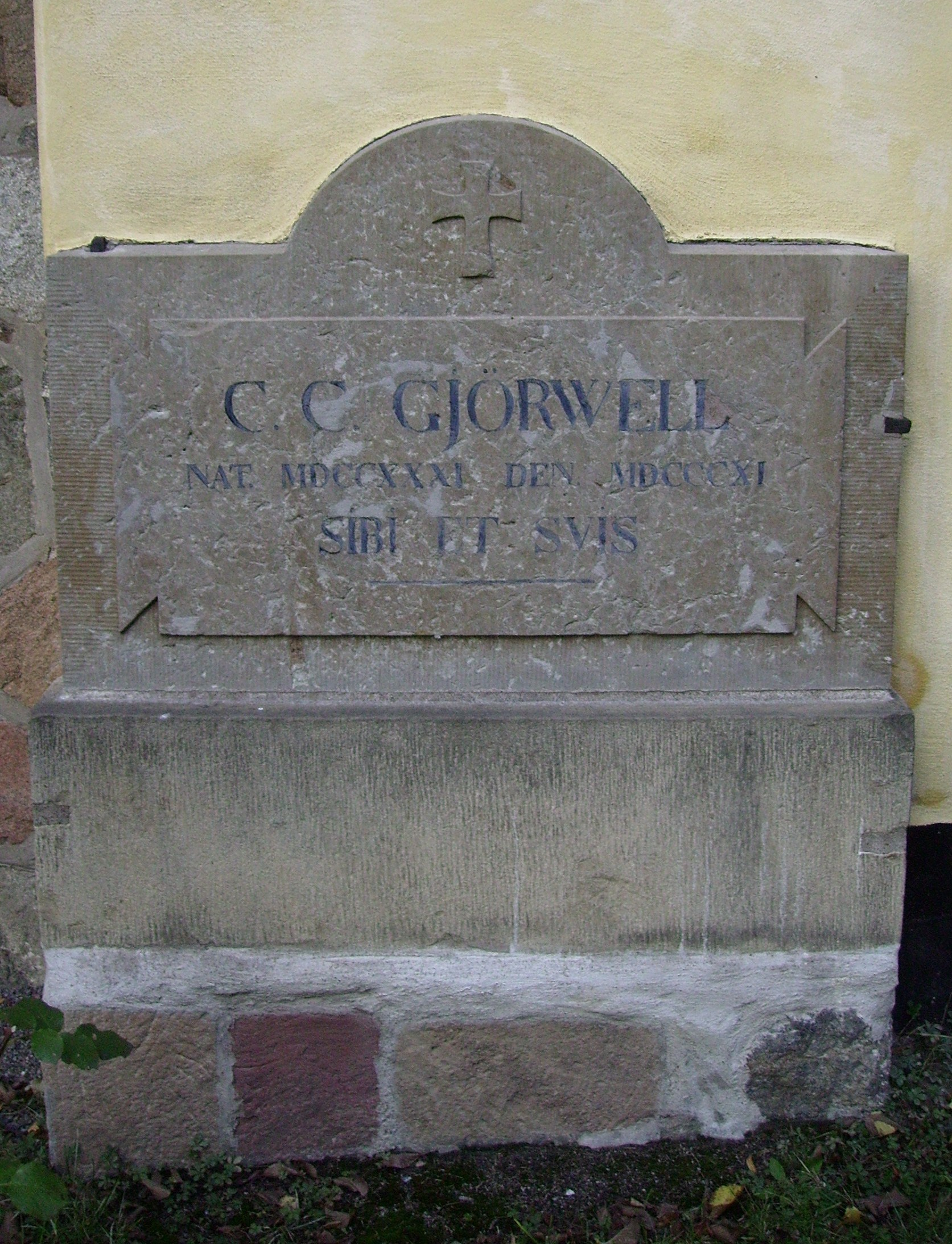
C.C. Gjörwells gravvård på Solna kyrkogård.

Carl Christoffer Gjörwell (den äldre), född den 10 februari 1731 i Landskrona, död den 26 augusti 1811, var en svensk publicist, bibliotekarie och psalmförfattare.

## Biografi
Gjörwell var utomäktenskaplig son till överstelöjtnanten Christoffer Feif, adlad Ehrensparre, vars far var juvelerare och guldsmed i Stockholm. Ehrensparre hade sin tjänst vid Smålands tremänningsregemente när han träffade Gjörwells mor Valborg Gröning och inledde ett förhållande med henne, då själv ännu ogift. Romansen ledde till att Carl Christoffer Gjörwell föddes. På grund av sin oäkta börd erkändes han aldrig öppet som faderns son, men han fick växa upp hos sina fastrar i Önnestad och fadern höll livlig kontakt med honom, hans äldste son. Både modern och fadern gifte sig på var sitt håll, och det blev faderns släkt som Gjörwell såg som sin egen.
Vid åtta års ålder följde Gjörwell sin fars regemente till Finland, och sattes hos en släkting på Tenala prästgård som hade ett stort bibliotek. Från 1741 fick han undervisning av Algot Scarin  i Åbo, men krigsutvecklingen samt möjligen det faktum att han 1740 ingick äktenskap med en adelsdam tvingade Ehrensparre att skicka hem sonen.
Gjörwell blev elva år gammal, 1742, student vid Lunds universitet, där historikern Sven (Lager) Bring blev avgörande för hans framtida inriktning. Efter dennes uppmaning »gör väl» skall han också vid denna tid ha tagit sitt namn. 1745 studerade han vid Greifswalds universitet, där han påverkades av herrnhutismen, innan han 1751 hamnade i Stockholm som informator hos Elias Brandels. 1755 fick han en oavlönad tjänst som bibliotekarie i Kungliga Biblioteket.  
Gjörwell gav ut omkring 65 tidskrifter i olika ämnen, men hans personliga angrepp fick censuren att ingripa flera gånger. Bland hans många tidskrifter märks Bref om blandade ämnen (1754)  och Den swänska Mercurius (1755–1761, 1763–1765), Sveriges första litteraturkritiska tidskrift, vidare Stora och namnkunniga menniskjors lefwernesbeskrifningar och character (1756–1757), Det swenska biblotheket (1757-61) Nya svenska bibliotheket (1762–1763), Förråd, eller Samling af historiska, moraliska och andra ämnen (1759–1760), Swenska magazinet (1766–1767), Kongl. bibliothekets journal om lärda saker (2 band, 1767–1768), Stats-journal (1768–1769), Swenska anecdoter (1768–1769), Allmänna tidningar (1770–1773), Samlaren (1773–1777), Den historiske och politiske Mercurius (1774–1778), Allmänna biblioteket (1776–1778), Upfostringssälskapets tidning (1781-89), Svenska archivum (1790–1793) samt Brefvexling (1798–1810). Skrifterna var polemiska och innehöll en del anmälningar om nyutkommen litteratur, och stora stycken visade sig inklippta från tyska och franska tidskrifter. Hans verksamhet fick till följd att det kulturella Sverige fick information om vad som hände på kontinenten. Han var en av dem som presenterade Rousseau och upplysningsfilosofer för den svenska läsekretsen, och utgav flitigt skönlitterära alster, urkunder och historiska dokument.
I det Bergstrahlska husets norra flygel vid Riddarhustorget hade han från 1769 en boklåda. Det var ett riskföretag, och han drabbades av 12 sjöskador som undergrävde ekonomin, men donationer möjliggjorde fortsatt verksamhet dock utan att någonsin erbjuda en ekonomisk trygghet. Två gånger, 1772 och 1787 tvingades han göra konkurs. När smaken förändrades i fransk riktning hade Gjörwell svårt att hänga med: efter en dålig fransk utgåva av Den svenska Mercurius, och hans tunga stils motsättning till den franska lätta elegansen, var hans dagar över. En kort tids återuppgång hade han vid mordet på Gustaf III och franska revolutionen då hans oböjliga rojalism var en tillgång för statsmakten. Thomas Thorild kallade Gjörwell de lärda mödors patriark.
På äldre dagar fick han tjänstefrihet på Kungliga biblioteket med bibehållen lön. Han deltog då i de pedagogiska debatterna, ett ämne som må ha föranletts av att han var förmyndare till sin förre kollega Jacob Johan Anckarströms barn efter att han avrättats. Dåliga affärer tvingade sedan Gjörwell i konkurs. 

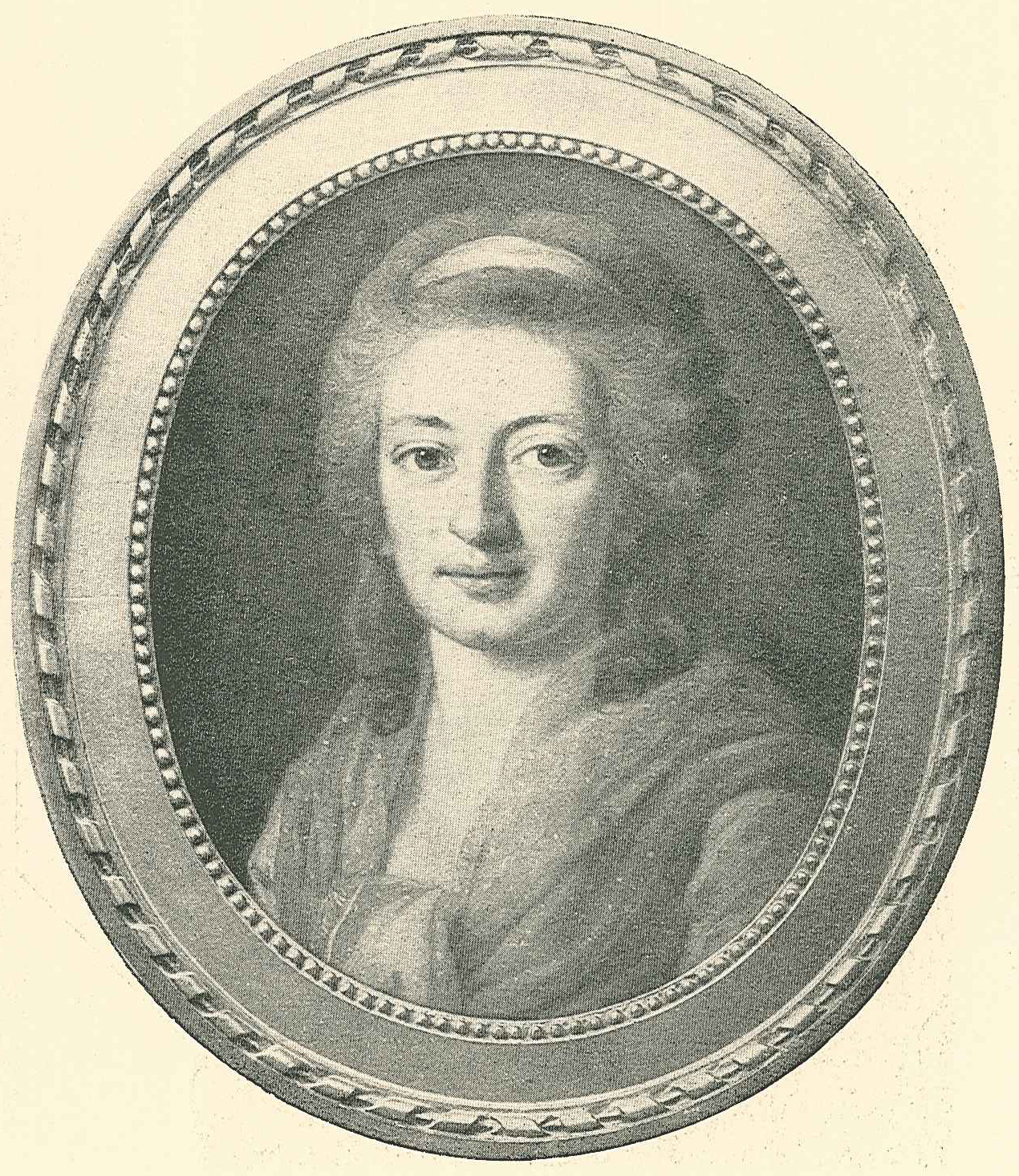
Gjörwells dotter Britte-Louise Gjörwell, mor till Carl Jonas Love Almqvist.

Gjörwell gifte sig 1765 med Britta Nora Müllern och fick med henne en son och två döttrar. Sonen var arkitekten Carl Christoffer Gjörwell den yngre (1766-1837). Dottern Birgitta Lovisa (Britte-Louise) gifte sig med krigskommissarien Carl Gustaf Almqvist och fick med honom sonen Carl Jonas Love Almqvist. Den andra dottern Gustava gifte sig med John Lindahl i Norrköping.
Gjörwell var också psalmförfattare och finns representerad i Sions Nya Sånger med mera.
Gjörwell är begravd vid Solna kyrka. Bredvid honom vilar hans älskade dotterson, Carl Jonas Love Almqvist. På Kungliga Biblioteket förvaras Gjörwells utförliga dagböcker och väldiga korrespondens, ur vilken Oscar Levertin utgav några utdrag i Bibliotekarien Carl Christoffer Gjörwells familjebref (1900).

### Digitaliserade verk
- Stockholms historiska bibliotek. [Del 1, Första stycket]. Stockholm. 1755. Libris 12037644. http://hdl.handle.net/2027/nyp.33433066640933
- Svenske anecdoter. 1-4. Stockholm. 1768-1769
  -  Första delen. Stockholm. 1768. Libris 11912382. http://urn.kb.se/resolve?urn=urn:nbn:se:umu:rara-506
  -  Andra delen. Stockholm. 1768. Libris 11913947. http://urn.kb.se/resolve?urn=urn:nbn:se:umu:rara-507
  -  Tredje delen. Stockholm. 1768. Libris 11913956. http://urn.kb.se/resolve?urn=urn:nbn:se:umu:rara-508
  -  Fjerde delen. Stockholm. 1769. Libris 11913991. http://urn.kb.se/resolve?urn=urn:nbn:se:umu:rara-509
- Berättelse, om de märkwärdiga händelser, som sig i Stockholm tildragit, ifrån d. 19 til och med d. 21 aug. 1772. Stockholm. 1772. Libris 2408274. http://www.stockholmskallan.se/index.php?sokning=1&action=visaPost&countPlace=0&mediaId=9199. Läst 4 juni 2014 Arkiverad 8 mars 2011 hämtat från the Wayback Machine.

### Återutgivnina brev och anteckningar
- Anteckningar af Carl Christopher Gjörwell om sig sjelf, samtida personer och händelser 1731-1757. [Lund]. 1874. Libris 2995756
- Bibliotekarien C.C.Gjörwells familjebref utg. af Oscar Levertin. Memoarer, Svenska, och bref, [Utg. af H.Schück o. O. Levertin.] 2. Stockholm. 1900. Libris 2667036. http://litteraturbanken.se/#!/forfattare/GjorwellCC/titlar/SvenskaMemoarer2/sida/III/faksimil
- Carl Chr. Gjörwells brev till Fredrik Sparre 1768-1795. Historiska handlingar, 0347-9579 ; 32 :1. Stockholm. 1938. Libris 383026
- En Stockholmskrönika. : Ur C. C. Gjörwells brev. Med en inledning utg. av Otto Sylvan. 1757-1778. Stockholm. 1920. Libris 2995747
- En stockholmskrönika ur C.C. Gjörwells brev : 1757-1778. Stockholm: Bonnier. 1920. Libris 8204990
- Svenska memoarer och bref. 2, Bibliotekarien C. C. Gjörwells familjebref. Stockholm: Bonnier. 1900. Libris 53613

## Psalmer
- Herde, du som fåren betar nummer 124 i Sions Nya Sånger, 7:e upplagan tryckt 1870.
- Upp, dyrköpta blodsförvanter nummer 119 i Lova Herren, 1988